# Major Nándor
Major Nándor (Újverbász, 1931. június 13. – 2022. november 21.) vajdasági magyar író, kritikus, esszéista, politikus.

## Életpályája
Szülei dr. Major Nándor orvos és Gálik Katalin voltak. Az elemi iskolát Veprődön végezte el. Gimnáziumi tanulmányait 1941–1944 között Kalocsán, 1945–1946 között Zomborban, 1946–1948 között pedig Szabadkán végezte el. 1948–1951 között a Geodéziai Technikai Iskola diákja volt Újvidéken. 1951-ben a Pionírújság munkatársa volt. 1952–1957 között az Ifjúság Szava című hetilapnál dolgozott. 1954–1957 között az újvidéki Pedagógiai Főiskola magyar-szerb szakos hallgatója volt.
1957–1961 között a Híd folyóirat főszerkesztője volt. 1961-ben a Forum Könyvkiadó szerkesztőjeként tevékenykedett. 1962–1969 között a Magyar Szó munkatársa és főszerkesztő-helyettese volt. 1969–1973 között a Szocialista Szövetség újvidéki végrehajtó-bizottsági elnöke volt. 1972–1974 között az Újvidéki Egyetem Jogtudományi Karának hallgatója volt. 1973–1974 között a Forum Lap- és Könyvkiadó igazgató-helyettese volt.
1974–1978 között a Vajdasági Kommunista Szövetség tartományi bizottsági titkára volt. 1978–1982 között a Jugoszláv Kommunisták Szövetsége Központi Bizottságának végrehajtó titkára volt. 1982–1988 között a Vajdaság SZAT elnökségének tagja, majd elnöke volt. 1989-ben kizárták a Jugoszláv Kommunisták Szövetségéből. 1989-ben nyugdíjba vonult.

## Művei
- Udvarra nyílik az ablak (elbeszélések, 1955)
- Krumplilovacskák (elbeszélések, 1959)
- Vereség (elbeszélések, 1959)
- Dél (regény, 1965, 1987)
- Büntetés (válogatott elbeszélések, 1967)
- Esti órák (esszék, 1968)
- Hullámok (regény, 1969)
- Párbeszéd a valósággal (tanulmányok, cikkek, interjúk, 1988)
- Elveszejtett ország. Politikai esszék Jugoszlávia széthullásáról; Forum, Újvidék, 1993
- Kisebbségi breviárium (1998)
- A békecsinálás mestersége. Politikai esszék Bosznia esetéről; Forum, Újvidék, 1999
- Kosovói gyötrelem (napló, 2000)
- Szerbia Milosevics után. Politikai esszék, I-III. (2006–2008)
- Kényszerhelyzetben árnyalatokért. Az áprilisi Híd és a körülmények. Esszék; Forum, Újvidék, 2011
- Egy állameszme tündöklése és bukása. Jugoszlávia létrejötte és széthullása; Forum, Újvidék, 2013
- Utcasarkon, ha hátranézünk. Elbeszélések és kisnovellák; Forum, Újvidék, 2016

## Műfordításai
- P. Ugrinov: G-húr nyomában – Rövid kirándulás (3 kisregény, Borbély Jánossal és Bodrits Istvánnal, 1969)

## Díjai
- Híd-díj (1959)
- a Forum regénypályázatán második díj (1968)